# Световна програма по прехраната
Световната продоволствена програма (WFP) е организация на ООН за борба с глада в света.
Тя е най-голямата хуманитарна агенция. Всяка година агенцията доставя хранителна помощ на 90 милиона души в 80 страни, включително училищни ястия на близо 20 милиона деца. През 2012 г. дава 53 процента от световната продоволствена помощ и разпределя 3,5 милиона тона храни. Според данните на организацията 1,02 милиарда души по света гладуват, а бюджетът на програмата е ограничен до 6,7 милиарда щатски долара.
| Година | Гладуващи      |
| ------ | -------------- |
| 2001   | 857 млн. души  |
| 2002   | 857 млн. души  |
| 2003   | 857 млн. души  |
| 2004   | 873 млн. души  |
| 2005   | 873 млн. души  |
| 2006   | 873 млн. души  |
| 2007   | 923 млн. души  |
| 2008   | 515 млн. души  |
| 2009   | 1002 млн. души |

Повече от 2,5 млн. деца умират от недохранване всяка година. Ежедневно от глад умират над 11 хиляди души. В България 1,5 милиона души живеят под прага на бедността.
Според изследване, проведено от организацията, съществува директна връзка между пълноценните училищни ястия и академичните постижения и продуктивността на по-късен етап от живота. Инвестиция от 1 щатски долар в училищно хранене дава икономическа възвръщаемост в размер от 3 до 10 щатски долара. Цената на една порция храна в най-бедните страни в света може да достигне цена от стотици щатски долара като еквивалент на покупателната способност на местното население. Около 80% от хуманитарните нужди днес са в резултат на въоръжени конфликти.